# Biblioteca Central de la Universidad de Bucarest
La Biblioteca Central de la Universidad de Bucarest (en rumano: Biblioteca Centrală Universitară din București) es una biblioteca en el centro de Bucarest, situada al otro lado de la calle del Museo Nacional de Arte de Rumanía.
Cuando la Universidad de Bucarest fue creada en 1864, no había ninguna biblioteca central en la universidad, este papel fue desempeñado por la Biblioteca central estatal de Bucarest hasta 1895. Esta institución fue trasladada y alojada en el edificio de la universidad, y en 1867 se reorganizó especialmente por las necesidades de la universidad.
La actual Biblioteca Central de la Universidad fue fundada en 1895 como la Biblioteca Carol I de la "Fundación Universidad Carol I".